# Białynin
Białynin [pronunciación en polaco: /bjaˈwɨnin/] es un pueblo ubicado en el distrito administrativo de Gmina Głuchów, dentro del Distrito de Skierniewice, Voivodato de Łódź, en Polonia central. Se encuentra aproximadamente a 5 kilómetros al noroeste de Głuchów, a 19 kilómetros al suroeste de Skierniewice, y a 38 kilómetros al este de la capital regional Lodz.
El pueblo tiene una población de 330 habitantes.